# Henri Laurens
Henri Laurens (født 18. februar 1885 i Paris; død 5. maj 1954 i Paris) 
var en fransk kubistisk billedhugger og illustrator.
Laurens begyndte som stenhugger og dekoratør før han inspireret af Auguste Rodin gav sig i kast med skulpturer. 
1911 blev han bekendt med den kubistiske maler Georges Braque 
og kredsen omkring ham, malere som Georges Braque, Amedeo Modigliani, Juan Gris og Pablo Picasso.
Laurens deltog i Venedigbiennalen (no) for 1948 og 1950. I Paris havde han 1951 en retrospektiv udtilling på Musée National d’Art Moderne.
| - Værker af Henri laurens - Spansk ballerina, 1915 Ballerina spagnola - Spansk ballerina, 1915 Ballerina spagnola - Flaske og glas, 1918 Bottiglia e bicchiere - La bottiglia di beaune, 1918 - Céline Arnauld, 1919 - Liggende model, 1919 Reclining nude - 'Bather' (fragment, Tate Modern, 1931) - Stor siddende kvinde, 1932 Grande donna seduta - Okeanide, 1933 - Undinerne, 1933 Maraboupark, Sundbyberg - Kvinde på hug, 1935 Bronzeplastik femme accroupie 2⁄6 (le torse) - Morgenen, 1944 Le Matin Kunsthalle Bielefeld - Efterår, 1948 L'Automne Tate Modern - Efterår Berlin-Waldemar Grzimek-Traeumende - Der Herbst, 1948 - Amphion, 1953 Ved Universidad Central de Venezuela, Plaza cubierta, Caracas |